# Площадь Фоли
Площадь Фоли (англ. Foley Square) — площадь в Муниципальном центре Нижнего Манхэттена между Сити-Холл-парком и Канал-стрит, среди зданий, расположенных вокруг, преобладают гражданские административные здания. Площадь ограничена Уорт-стрит, Сентр-стрит, Лафайетт-стрит. Рядом с площадью расположены Трайбека и Манхэттенский Чайна-таун. Площадь названа в честь местного политического деятеля Томаса Фоли (1852—1925).

## История и описание площади
Площадь Фоли расположена на месте бывшего водохранилища, в конце XVIII века здесь был резервуар для сточных вод. К 1811 году водохранилище загрязнилось, оно стало источником тифа и холеры, было принято решение его осушить.
Вокруг площади расположены важные гражданские административные здания:
- Здание Верховного суда штата Нью-Йорк;
- Здание суда США им. Тергуда Маршлла, в котором расположен Апелляционный суд второго округа США. Позади здания располагается Церковь св. Андрея (англ. Тhe Church of St. Andrew);
- Здание муниципалитета Манхэттена;
- Федеральное здание им. Якоба Джавитца;
- Здание суда США по международной торговле;
- Брачная контора (англ. The Office Of the City Clerk: Marriage Bureau).

В центре самой площади Фоли расположен фонтан и бронзовые фигуры. В 2005 году часть площади превращена в парк Томас Пайн (англ. Tom Paine Park). C разных точек площади Фоли в ясную погоду можно разглядеть известные небоскребы: Нью-Йорк-бай-Гери, Башню Свободы.
Часто по утрам на площади Фоли можно встретить людей, выполняющих Тайцзицюань, так как рядом расположен Манхэттенский Чайна-таун.
17 ноября 2011 года площадь Фоли стала местом протеста. В рамках движения «Захвати Уолл-стрит» тысячи людей приняли участие в митинге.

## В популярной культуре
- В фильме «Крёстный отец» Альберто Нери, боец семьи Корлеоне, застрелил Дона Эмилио Барзини на ступенях здания Верховного Суда Нью-Йорка.
- Одна из сцен фильма «Человек-паук 3» была снята на площади Фоли.
- Фоли-сквер — название одного из американских телесериалов.
- Площадь Фоли эпизодами встречается в сериале «Закон и порядок».

## Галерея
| Здание Верховного суда штата Нью-Йорк | Здание суда им. Тергуда Маршалла | Jacob K. Javits Federal Building |